# Siklósi Máté
Siklósi Máté (Budapest, 1977. június 25. –) fogyasztóvédelmi szakember.

## Pályája
1995–2002 között az ELTE, 2003–2005 között a BGF hallgatója volt.
Siklósi Máté 2002 óta foglalkozik fogyasztóvédelemmel. A Fogyasztóvédelmi Főfelügyelőség helyettes szóvivőjeként részt vett abban a kommunikációs munkában, ami a fogyasztóvédelmet trendi, érthető és közkedvelt sajtótémává tette. Emellett éveken keresztül moderátora volt az online fogyasztói panaszokat megválaszoló Panaszfal.hu-nak. 2007-ben a Vasúti Hivatalnál utasjogi biztosként dolgozott a hazai kötött pályás közlekedés fogyasztóvédelmi stratégiájának kialakításán. 2008-ban saját vállalkozása és a WestEnd együttműködésének a keretében létrehozta a WestEnd Vevőkört, amely a Nyugati téri plázában a hazai piacon egyedülálló módon heti 6 napon át állandó helyszíni fogyasztóvédelmi tanácsadást biztosít a vásárlóknak. A Vevőkör nemcsak tanácsot ad és mediál az üzletek és a fogyasztók között, de évente egyszer fogyasztóvédelmi szempontból auditálja a bevásárlóközpont boltjait. A cél, hogy a vevők a legszínvonalasabb szolgáltatást kapják, és helyben rendezhessék vitás kérdéseiket.[forrás?]
2010-11-ben Siklósi Máté a Pénzügyi Szervezetek Állami Felügyeletének fogyasztóvédelmi igazgatóságát vezette. Tevékenysége alatt újragondolásra került a pénzügyi fogyasztóvédelem intézményrendszere, minden addiginál erősebb hatósági felhatalmazás és létszám mellett kialakult a Pénzügyi Békéltető Testület is. A pénzügyi fogyasztóvédelem több éves stratégiájának kialakítása, illetve annak kezdeti megvalósítása is hozzájárult, hogy ma Magyarországon a pénzügyi fogyasztóvédelem erős, erősebb, mint más területeken. A vezetői időszak alatt került sor a Pénzügyi Tanácsadó Irodahálózat kialakítására, a pénzügyi szervezetek fogyasztóvédelmi kapcsolattartóinak bevezetésére, megjelent az első fogyasztóvédelmi ajánlás, és számos, a fogyasztók javát szolgáló jogszabály-módosítás is.[forrás?]
2011-ben megalakította a Tetszett fogyasztóvédelmi díjat, amely az év fogyasztóvédelmi szempontból legjobban működő biztosítási intézményét jutalmazta. Az első 3 évben „Az év fogyasztóbarát biztosítója” volt a K&H Biztosító, az ERSTE Biztosító, illetve az Allianz Biztosító.[forrás?]
2011. május 1-vel vált meg a PSZÁF-től és újra a CP Contact Kft., az első Magyarországon létrehozott fogyasztóvédelmi üzleti tanácsadó cég[forrás?] vezetésével foglalkozik. A cég a legkülönbözőbb országos kiskereskedelmi láncok, webáruházak, alkuszok és biztosítók, valamint turisztikai szereplők részére nyújt fogyasztóvédelmi üzletviteli tanácsadást, képzéseket. Holtversenyben elsőként kapta meg a hatósági engedélyt fogyasztóvédelmi referens képzést végző intézményként, azóta több mint 1000 jelentkezőt képzett fogyasztóvédelmi referenssé.[forrás?]
A CP Contact Kft vezetőjeként kidolgozta a fogyasztóvédelmi indexet a Nielsennel együttműködve, mely mélyreható elemzést tesz lehetővé a vásárlói attitűdökről, fogyasztói viselkedésről, panaszkezelésről.[forrás?]
2016-ban útjára indította a Panaszkezelő.hu-t, egy saját fejlesztésű online szoftvert, amellyel panasz vagy minőségi kifogás esetén a kötelező fogyasztóvédelmi jegyzőkönyveket digitálisan tudják rögzíteni a kereskedők. A szoftver lehetővé teszi, hogy a cégek redukálhassák a hibás fogyasztóvédelmi jegyzőkönyvekből származó fogyasztóvédelmi bírságtételeket, a felhőben tárolt jegyzőkönyvek elemzésével pedig előremutató fogyasztóvédelmi stratégiát alkothassanak.[forrás?]

## Társadalmi munkái
Siklósi Máté alapító tagja a NIFE-nek, amelynek célkitűzése, hogy a hazai fogyasztói tudatosság növelését támogassa. Ugyanezen cél szellemében állandó szereplője a Klubrádió „Nívó – a minőség magazinja” c. fogyasztóvédelmi műsorának.[forrás?]
Siklósi az önkéntes fogyasztóvédelmi feladatok mellett a vitorlás sportban vállalt társadalmi munkát. 2003 óta a Túravitorlás Sportklub elnökségi tagja, 2007 óta annak alelnöke, majd 2012-től elnöke, ezzel párhuzamosan[forrás?] 2012 óta a Magyar Vitorlásszövetség elnökségi tagja.

## Publikációk, interjúk
- Hatósági ellenőrzések, in: Tudatos Vásárló, 2008., 14. szám, p 66-68
- Kötött pálya, in: Tudatos Vásárló, 2009, 16. szám, p18-22
- Az utazásról közérthetően, Fogyasztóvédelmi zsebkönyvek, 2010, Debrecen, Fogyasztóvédők Magyarországi Egyesülete
- Előtérben a hatékony pénzügyi fogyasztóvédelem, in: Fogyasztóvédelmi szemle, 2011. március, V. évfolyam, 1. szám, p45-50
- A fogyasztó védelmében: biztosítás és bizalom, Biztosítárs, 2011. tavasz, IV. évfolyam, 1. szám, p44-47.
- Forradalom az interneten: mennyire veszélyesek a biztosítások?, Portfolio.hu, 2016. szeptember 5.,
- Előítéletek az e-kereskedelem iránt, Digitalhungary.hu, 2016. szeptember 10.